# 梧州戰鬥
梧州戰鬥發生於1921年5月28日－6月26日，地點則是在中國廣西梧州。是北洋政府時期內戰之一，交戰兩方為桂軍陳炳焜及粵軍魏邦平。最後，粵軍獲勝，佔領梧洲附近的潯州。